# مسجد باندونغ الكبير
مسجد باندونغ الكبير يقع المسجد في مدينة باندونغ في مقاطعة جاوة الغربية، بني المسجد لأول مرة في عام 1810، ومنذ إنشائها شهد الجامع الكبير ثماني ترميمات في القرن التاسع عشر الميلادي، وخمس ترميمات في القرن العشرين الميلادي، حتى تم تجديده اخر مرة في عام 2001، وافتتاح مسجد باندونغ الكبير في الرابع من شهر يونيو عام 2003، والذي تم تدشينه من قبل الحاكم جبار، المسجد الجديد اتبع نمط العمارة العربية ليحل محل المسجد القديم الذي كان يتبع لنمط السوندية.
مسجد باندونغ الكبير له مأذنتين توأمتين على جانبي المسجد، يصل ارتفاع كل منها إلى 81 متر، المسجد مفتوح للجمهور كل يوم سبت والأحد، سقف المسجد بني من سقف جوغلو (البيوت الجاوية القديمة)، يحوي السقف قبة واحدة كبيرة على سطحه، ويحتوي أيضا قبة واحدة صغرية جانب سقف المسجد، جدران المسجد مصنوعة من الحجر الطبيعي ذات الجودة العالية، مساحة أرض المسجد كلها هي حوالي 23.448 متر مربع، وتبلغ مساحة البناء 8575 متر مربع، ويمكن للمسجد أن يستوعب حوالي 13,000 مصلي في وقت واحد.

## موقع المسجد
يقع امسجد باندونغ الكبير في ساحة باندونغ بالقرب من جالان آسيا وأفريكا من مدينة باندونغ، موقع المسجد في وسط المدينة يجعل من السهل العثور والوصول اليه، ليس بعيدا عن المسجد وفي نفس الطريق يقف مبنى جيدونغ ميرديكا ومبنى خدمة، وقد ربط المبنيين بشكل وثيق مع تاريخ المؤتمر الآسيوي الأفريقي في عام 1955 .

## التاريخ
أنشئ مسجد باندونغ الكبير في جاوة الغربية لأول مرة في عام 1812، وقد تم بناء الجامع الكبير في باندونغ في وقت واحد مع إزالة مبنى كارابياك في وسط مدينة باندونغ على بعد نحو عشرة أميال إلى الجنوب من مدينة باندونغ، وقد بني المسجد في الأصل في شكل المباني التقليدية البسيطة، بأعمدة خشبية وجدران من الخيزران المنسوج، وأسقف من القش مؤثثة مع بركة كبيرة من المياه تقام للوضوء، وتعمل المياه أيضا كمصدر لإطفاء الحرائق في ساحة المدينة في عام 1825 ، بعد مرور عام على حريق عام 1826 استبدلت جدران الخيزران والأسقف بمواد من الخشب مع المواد، ثم تم إصلاح المسجد مرة أخرى في عام 1850، ثم في عام 1930 تم إعادة تشكيل بناء قاعة المسجد فضلا عن بناء مأذنتين على يسار ويمين المبنى، وكانت للمسجد قباب بصلية لم تدم سوى حوالي 15 عاما. بعد معاناة من ويلات الرياح، وبدأت في إصلاحها في عام 1967، ثم استبدلت القباب البصلية بقباب أخرى في عام 1970، بناء على المرسوم الصادر عن حاكم جاوة الغربية في عام 1973، شهد الجامع الكبير في باندونغ هائلة، ومنذ ذلك الحين تم توسيع أرضية المسجد، وخصص الطابق السفلي كمكان للوضوء، وفي الطابق الأرضي هناك قاعة الصلاة الرئيسية، أما الطابق العلوي فهو يعمل على اتصال مباشر مع الشرفة الخارجية، وأمام مسجد بنيت مأذن جديدة بالحلي المعدنية، وبنيت أيضا قبة على شكل قبة بصلية وسقف جديد للمسجد.

## العمارة
مسجد باندونغ الكبير الذي نراه الآن هو نتيجة لأربع مصممين شهيرين من باندونغ، وكان برنامج البناء ينص على احتفاظ المبنى الجديد بجزء من المبنى القديم للمسجد، التغيير الوحيد في المبنى القديم هو تغيير في شكل سقف المسجد من سطح هرمي استعيض بقبة نصف كروية كبيرة يبلغ قطرها 30 متر وأصبخت القبة الرئيسية، وللحد من النفقات بنيت القبة مع الإطار مساحة البناء التي تغطيها المواد البلاستيكية التي يتم تسخينها في درجة حرارة عالية جدا، بالإضافة إلى القبة الرئيسية للمسجد اضيفة اثنتين من القباب الصغيرة، قطر كل قبة يبلغ 25 متر، المباني الإضافية أقيمت على الأراضي التي كانت سابقا طريق رئيسي إلى الغرب من الساحة أمام المسجد، وقد تم تجهيز مبنى إضافي مع زوج من المآذن وكان المخطط أن يبلغ ارتفاعها 99 متر، ولكن تم تخفيضه في وقت لاحق إلى 81 متر.

## التصميم الداخلي
داخل المسجد هناك قسمين: الفضاء، وأمام الفضاء قاعة الصلاة الرئيسية، كان يستخدم فضاء المسجد أو الفناء باعتباره قاعة دراسية للصغار بالإضافة لمكان تقام فيه حفلات الزفاف، ويستخدم الفضاء أيضا للصلاة، أما قاعة الصلاة الرئيسية فهي غرفة منفصلة لديها طابقين، تم تصميم المناطق الداخلية وبناء مع منحوتات الزينة الحديثة من الفن الإسلامي والثقافة الإسلامية.